# Hotel Savoy
Hotel Savoy ist ein Roman von Joseph Roth, der vom 9. Februar bis 16. März 1924 in der Frankfurter Zeitung vorabgedruckt wurde. Im selben Jahr erfolgte der Druck in Berlin. Im Mittelpunkt der Geschichte steht das real existierende Hotel Savoy in Łódź.

## Figuren
- Gabriel Dan, Heimkehrer
  - Zwonimir Pansin, Heimkehrer, Kroate, Gabriels treuer Freund
- Phöbus Böhlaug, Gabriels Onkel
  - Alexander Böhlaug, sein Sohn
- Stasia, Varietétänzerin
- Liftboy Ignatz, alias Kaleguropulos, Besitzer des Savoy
- Henry Bloomfield, Milliardär
- Herr Neuner, Fabrikant
- Hirsch Fisch, „Lotterieträumer“: er sieht im Traum, welche Losnummern gewinnen werden, verkauft die Lose aber jedes Mal vor der Ziehung weiter, weil ihm im nächsten Traum andere Nummern erscheinen

## Inhalt

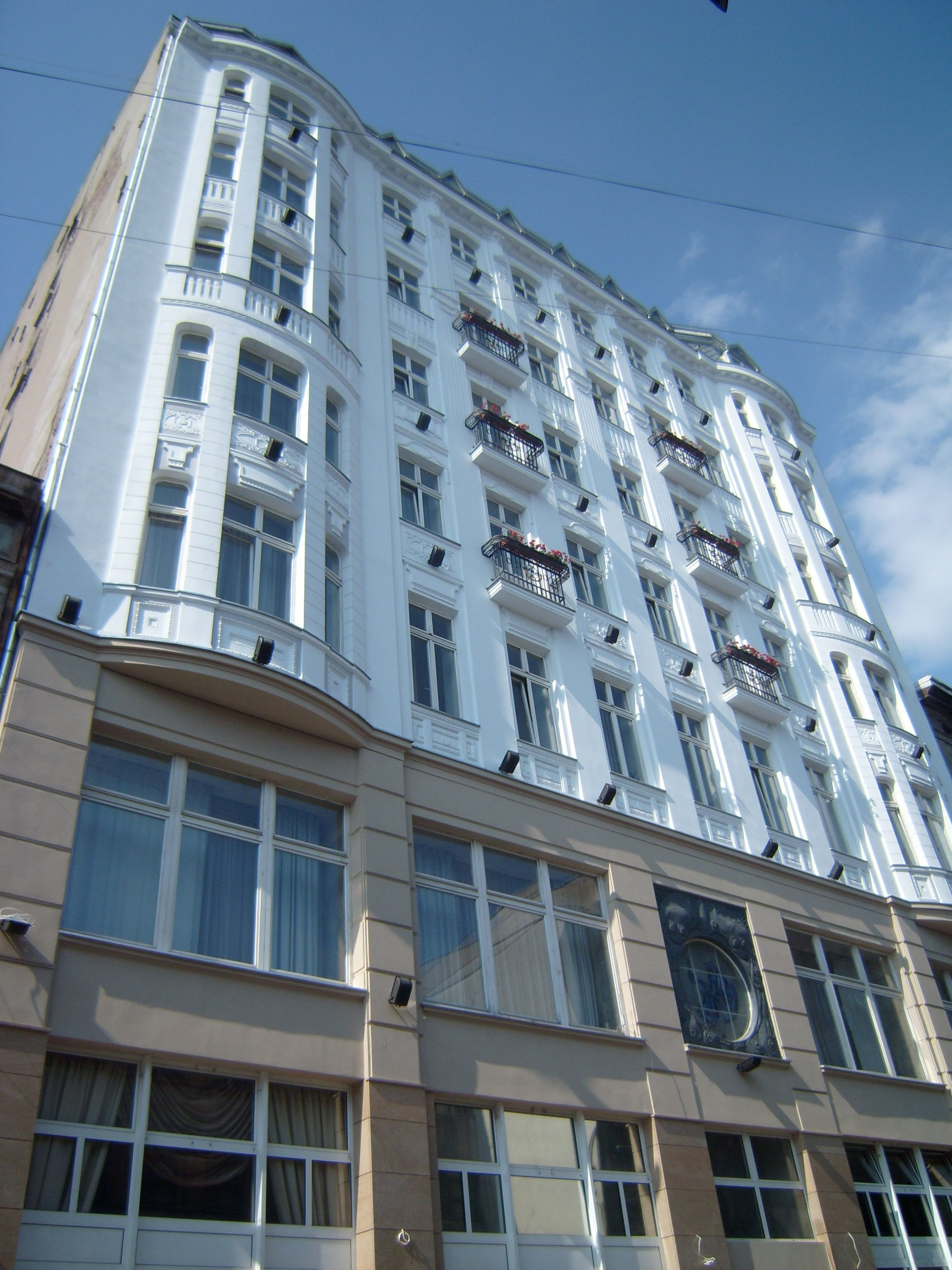
Das Hotel Savoy in Łódź

Nach dreijähriger Kriegsgefangenschaft in Sibirien kehrt Gabriel Dan, der Ich-Erzähler der Geschichte, im Sommer 1919 heim und quartiert sich im Hotel Savoy ein. Er ist ohne Gepäck anmarschiert und bekommt eines der billigsten Zimmer, die Nr. 703 im sechsten Stockwerk. Das Riesenhotel Savoy hat 864 Zimmer und ist voll belegt. Gabriel, der weder Eltern, Weib noch Kind hat, macht einen Bittgang zu seinem Onkel Phöbus Böhlaug, der in der Stadt in Saus und Braus lebt. Der schäbig angezogene Soldat bekommt von der geizigen Verwandtschaft lediglich einen abgetragenen Anzug geschenkt.
Die Gäste der oberen Hoteletagen können ihre Rechnung nicht bezahlen. Der alte Liftboy Ignatz leiht jedem Geld, der Koffer hat, die er dann mit seinen Patentschlössern verriegelt. Die armen Schlucker unter den Hotelgästen fürchten sich vor den Kontrollgängen des Hoteldirektors Kaleguropulos. Es geht das Gerücht, dass der Direktor ein Grieche sein soll. Gabriel bekommt ihn nicht zu Gesicht und will hinter das Geheimnis des unsichtbaren Direktors kommen. In den unteren Etagen wohnen die Reichen. Der Ich-Erzähler bemerkt beim Hinuntergehen aus seiner Etage, dass die Hoteluhren pro Stockwerk um zehn weitere Minuten nachgehen: die Reichen haben Zeit. In der Hotelbar müssen nachts junge Mädchen, die keinen Koffer mehr zu verpfänden haben, sich vor Fabrikanten und Häusermaklern nackt ausziehen.
Gabriel verliebt sich in die junge Varietétänzerin Stasia, die direkt über ihm im siebenten Stockwerk wohnt. Gabriel hat einen Nebenbuhler, seinen Cousin Alexander Böhlaug. Alexander, Student in Paris, quartiert sich im Savoy ein, um Stasia nahe zu sein.
Der Kroate Zwonimir Pansin kehrt heim. Gabriel nimmt den Regimentskameraden in seinem Zimmer auf und wird von ihm mit Geld versorgt. Zwonimir will in der Stadt eine Revolution anzetteln. Er lernt auch Stasia kennen und meint, dass sie in Gabriel verliebt ist. Dieser verkennt die Situation aber und verliert die junge Frau an Alexander.
Zwonimir und Gabriel finden für einige Tage Arbeit. Auf dem Güterbahnhof verladen sie Hopfenballen zum Transport nach Deutschland. Eine Flut von Heimkehrern ergießt sich in die Stadt. Gabriel fühlt sich mit den Ankömmlingen eng verbunden, wenn er an den Krieg zurückdenkt. Nicht nur die Lage der zahlreichen in der Stadt herumlungernden Heimkehrer ist hoffnungslos. Auch die Arbeiter aus Herrn Neuners Borstenreinigungsfabrik, die gewöhnlich in ihrem fünfzigsten Jahr an Lungenbluten sterben, begehren auf. Zwonimir mischt sich unter die Murrenden und wiegelt das Volk zum Widerstand auf.
Da erscheint die Rettung aus der wirtschaftlichen Misere: Henry Bloomfield, Milliardär aus den USA, besucht die Heimatstadt. Gabriel wird sein zweiter Sekretär. Bloomfield erfüllt keineswegs die in ihn gesetzten Erwartungen. Er sucht nur das Grab seines Vaters auf und macht sich klammheimlich aus dem Staube, kurz bevor eine große Menge revoltierend gegen das Hotel Savoy zieht, in dessen Bar sich Neuner während dessen amüsiert. Einer der Revolutionäre wirft eine Handgranate ins Gebäude und die Bargäste flüchten. Die Bewohner der oberen Etagen haben das Savoy längst verlassen. Militär rückt gegen die Aufständischen an, im Hotel brennt es. Die Menge stürmt das Savoy. Es stellt sich heraus, dass der in den Flammen ums Leben gekommene Ignatz und Direktor Kaleguropulos dieselbe Person waren.

## Wörter und Wendungen
- Sie zogen „Lieder singend, durch die erschrockenen Straßen.“[1]
- „Der Laden ist ängstlich und dicht verschlossen.“[2]

## Rezeption
- Im Roman wird der gesellschaftliche „Umbruch der Nachkriegszeit“ analysiert.[3]
- Steierwald weist auf den Symbolgehalt der Fabel hin.[4]
- Der Roman, in dem der Autor ein Bild der Gegend um Łódź unmittelbar nach dem Kriege zeichnet, rundet zusammen mit dem Spinnennetz, der Rebellion sowie Rechts und links vornehmlich die Darstellung einer Epoche, die Zeit von 1919 bis 1929, ab.[5]

## Bühnenfassungen
Eine Bühnenfassung von Koen Tachelet erlebte ihre österreichische Erstaufführung am 16. März 2012 im Wiener Volkstheater. Der Regisseur Antú Romero Nunes präsentierte seine Version unter dem Titel Hotel Europa oder Der Antichrist, ein Projekt frei nach Joseph Roth am 11. Dezember 2015 im Wiener Akademietheater, dem Kleinen Haus der Burg.